# Roman Imperial Coinage
Le  Roman Imperial Coinage, en abrégé RIC est le catalogue britannique des monnaies impériales romaines, depuis la bataille d'Actium en 31 av. J.-C. jusqu'à l'Antiquité tardive en 491. Fruit de deux générations de travail de 1923 à 1994, ce catalogue, par son exhaustivité, succède au précédent catalogue établi par Henry Cohen au XIXe siècle, et sert de référence à l'identification numismatique des monnaies émises au nom des empereurs romains.

## Réalisation
La réalisation d'un catalogue chronologique des monnaies impériales romaines est entamée en 1923 par Harold Mattingly, numismate travaillant au British Museum, aidé de Edward Allen Sydenham. Leur catalogue se différencie du précédent ouvrage du même type rédigée par Henry Cohen en 1886 à partir d'une documentation principalement parisienne. Tandis que Cohen classait les pièces présentées par empereur, puis alphabétiquement par légende monétaire des revers, sans indication d'atelier ou de type monétaire, Mattingly donne par empereur un classement chronologique des pièces par atelier monétaire et par série d'émissions. Mattingly et Sydenham sont rejoints par C. H. V. Sutherland pour la confection des volumes IVb (1938) et IVc (1949) et par Percy H. Webb pour les volumes V (1927 et 1933). Les sources documentaires ne sont plus les mêmes à partir du volume V : alors que les précédents volumes exploitaient les riches collections du British Museum, Webb doit se baser pour la suite sur le catalogue Cohen, dont il répercute l'obsolescence et les insuffisances de classement.
À partir de 1950, la rédaction des derniers volumes est confiée à un spécialiste reconnu de la période considérée. Après le décès de Mattingly en 1964, Sutherland et R. A. G. Carson reprennent la direction de la publication.
En 1984, Sutherland publie une actualisation du premier volume, qui datait de 1923 et n'était pas aussi détaillé que les volumes suivants,.
En 2007, Ian Carradice et Theodore V. Buttrey Jr. (en) actualisent une partie du second volume, pour créer le II.1, traitant exclusivement des règnes des Flaviens. Richard Abdy et Peter Mittag coordonnent, quant à eux, le volume II.3, uniquement consacré aux monnaies d'Hadrien, et qui devrait sortir fin septembre 2019.

## Contenu
Le RIC comporte treize volumes :
- volume I : Auguste à Vitellius (31 av. J.-C. à 69 ap. J.-C.), de C.H.V. Sutherland, Londres, 1984 (2nde édition)
- volume II : Vespasien à Hadrien (69 à 138), de Harold Mattingly, Edward Allen Sydenham, Londres, 1926
- volume II.1 : Vespasien à Domitien (69 à 96), de Ian Carradice, Theodore V. Buttrey, 2007
- volume II.3 : Hadrien (117 à 138), de Richard Abdy, Peter Mittag, 2019
- volume III : Antonin le Pieux à Commode (138 à 192), de H. Mattingly, E.A. Sydenham, Londres, 1930
- volume IVa : Pertinax à Géta et Caracalla (193 à 217), de H. Mattingly, E.A. Sydenham, Londres, 1936
- volume IVb : Macrin à Pupien (217 à 238), de H. Mattingly, E.A. Sydenham, C.H.V. Sutherland Londres, 1930
- volume IVc : Gordien III à Uranius Antoninus (238 à 253), de H. Mattingly, E.A. Sydenham, C.H.V. Sutherland, Londres, 1949
- volume Va : Valérien à Florien (253 à 276), de Percy H. Webb, Londres, 1927
- volume Vb : Probus à Maximien Hercule (276 à 310), de Percy H. Webb, Londres, 1933
- volume VI : de la réforme de Dioclétien à Maximin Daïa (294 - 313), de C.H.V. Sutherland, Londres, 1967
- volume VII : Constantin Ier à Licinius (313 - 337), de P.M. Bruun, 1966
- volume VIII : famille de Constantin (337 - 364), de J.P.C. Kent, Londres, 1981
- volume IX : Valentinien Ier à Théodose Ier (364 - 395)
- volume X : L'empire divisé, de 395 à 491, de J.P.C. Kent, Londres, 1994
  - Empire romain d'Occident : Honorius à Romulus Augustule (395-476)
  - Empire romain d'Orient : Arcadius à Zénon (395-491)

Pour chaque empereur répertorié, on trouve l'histoire détaillée de son monnayage, avec un classement par type monétaire, et au sein de chaque type, par inscription.
Pour chaque monnaie répertoriée, on trouve une description de la face et du revers, ainsi qu'une cotation de rareté :
- C pour commune
- R1, rare, une vingtaine d'exemplaires connus
- R2, entre cinq et quinze exemplaires
- R3, quatre ou cinq exemplaires
- R4, deux ou trois exemplaires
- R5, pièce unique

Dans les dernières pages de chaque volume se trouve un tableau des monnaies avec quelques reproductions.